# 稲垣長興
稲垣 長興（いながき ながおき）は、江戸時代後期の志摩国鳥羽藩の世嗣。官位は和泉守。

## 略歴
4代藩主・稲垣長続の長男として誕生した。母は稲垣長以養女（三浦前次の長女）・勝。正室は松浦清の娘。
鳥羽藩嫡子として生まれた。しかし、大田南畝の随筆『半日閑話』によると、文化14年（1817年）9月9日、江戸城から麹町の上屋敷に戻ってきた後、突然正室を斬りつけ、止めようとした女中2人も負傷させ、庭から外へ逃げ出し、行方不明となった。屋敷内で騒動となり、追っ手が差し向けられ、3日後に両国橋の下でサツマイモを食べているところを発見され、連れ戻された。狂気の沙汰であろうとの評判で、正室の実家・松浦家からも娘の安否をうかがう使者が昼夜を問わず訪れていた。
その後、文政元年（1818年）病弱を理由に廃嫡され、代わって弟の長剛が嫡子となった。以後、欽心斎と号する。
嘉永2年（1849年）、53歳で没した。